# Triumph of Death
Triumph of Death je drugi demoalbum švicarskog ekstremnog metal sastava Hellhammer. Objavljen je u srpnju 1983.

## O albumu
Producent Rol Fuchs snimio je ovaj album u Grave Hill Bunkeru u lipnju 1983. zajedno s albumom Death Fiend. Zajedno s ostalim Hellhammerovim demoalbumima, imao je veliki utjecaj na nastajanje żanrova death metala i black metala.

## Popis pjesama
| 1. | »Crucifixion«      | 2:52 |
| 2. | »Maniac«           | 3:48 |
| 3. | »When Hell's Near« | 2:47 |
| 4. | »Decapitator«      | 2:13 |
| 5. | »Blood Insanity«   | 4:36 |
| 6. | »Power of Satan«   | 3:58 |

| Strana B | Strana B              | Strana B | Strana B | Strana B | Strana B | Strana B | Strana B | Strana B | Strana B |
| Br.      | Skladba               | Trajanje |          |          |          |          |          |          |          |
| -------- | --------------------- | -------- | -------- | -------- | -------- | -------- | -------- | -------- | -------- |
| 7.       | »Reaper«              | 2:30     |          |          |          |          |          |          |          |
| 8.       | »Death Fiend«         | 2:44     |          |          |          |          |          |          |          |
| 9.       | »Triumph of Death«    | 9:32     |          |          |          |          |          |          |          |
| 10.      | »Metallic Storm«      | 2:19     |          |          |          |          |          |          |          |
| 11.      | »Ready for Slaughter« | 3:45     |          |          |          |          |          |          |          |
| 12.      | »Dark Warriors«       | 3:15     |          |          |          |          |          |          |          |
| 13.      | »Hammerhead«          | 2:57     |          |          |          |          |          |          |          |
| 47:16    |                       |          |          |          |          |          |          |          |          |

## Zasluge
| Hellhammer - Tom Warrior – gitara, vokal (na pjesmama 1. – 4., 6., 7., 9., 11., 12.), produkcija - Steve Warrior – bas-gitara, vokal (na pjesmama 1., 3., 4., 5., 8., 9., 10., 13.) - Bruce Day – bubnjevi | Ostalo osoblje - Rol Fuchs – produkcija |